# Tasto spezzato

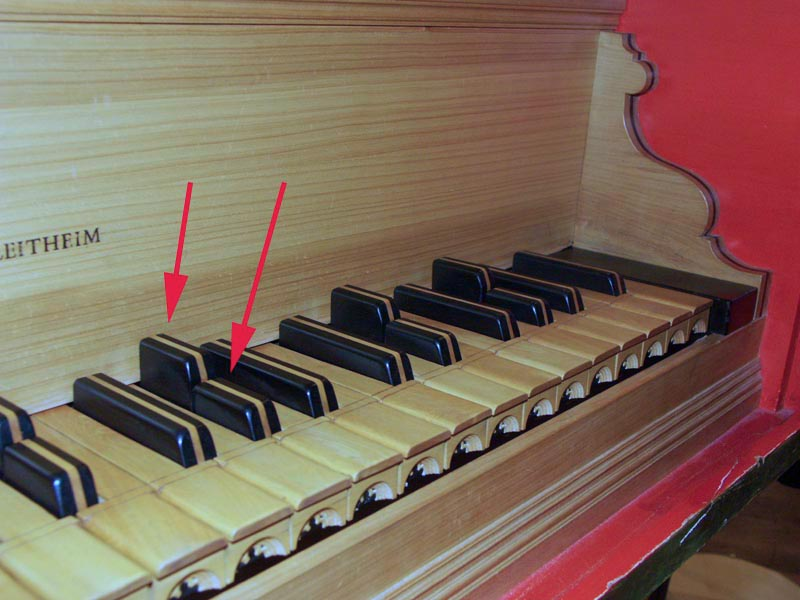
Un clavicembalo con tasti spezzati.

Con tasto spezzato (o tasto scavezzo) si intende una particolare caratteristica, ormai in disuso, presente sulla tastiera di alcuni clavicembali, clavicordi e organi.

## Funzionamento
Si tratta di un tasto diviso in due, con una parte anteriore separata dalla parte posteriore, ognuna delle quali può essere premuta indipendentemente dall'altra. I tasti spezzati erano quelli delle note alterate (Do♯, Re♯, Fa♯, Sol♯ e la♯) presenti sulle tastiere moderne (in un pianoforte attuale questi sono detti "tasti neri", ma, un tempo, questi tasti erano spesso colorati diversamente).
I tasti spezzati servivano a due scopi:
- nella cosiddetta ottava spezzata, considerato che le note alterate nell'ottava più bassa della tastiera erano di uso molto raro, in molti strumenti la prima ottava era solo diatonica (con l'eccezione del Si♭). Anziché eliminare i "tasti neri", però, si usavano i tasti Mi, Fa♯ e Sol♯ per produrre rispettivamente le note Do, Re e Mi. Quando l'estensione della tastiera scendeva sotto il Do (tipicamente arrivava al Sol) si ricorreva invece ai tasti spezzati per collocare le note La e Si.
- fino al XVIII secolo, epoca in cui divennero di uso comune i cosiddetti "buoni temperamenti" (e, successivamente, il temperamento equabile), il tasto spezzato permetteva di ottenere separatamente il diesis di una nota e il bemolle della nota successiva, che erano due suoni diversi. Ad esempio, con l'attuale temperamento equabile, il Sol♯ e il La♭ sono lo stesso suono prodotto dallo stesso tasto. Con il temperamento mesotonico, in uso nei secoli XVI e XVII, il Sol♯ e il La♭ avevano invece due altezze sensibilmente diverse. In particolare, con una normale tastiera che ha un unico tasto intermedio fra Sol e La, se si decide di accordare la nota come La♭ non si può suonare la terza maggiore Mi-Sol♯, in quanto risulta insopportabilmente stonata (il tasto spezzato, invece, suona il Sol♯ se si preme la parte anteriore e il La♭ se si preme la parte posteriore).

Costruttivamente, l'esistenza di tasti spezzati non riguarda solo la tastiera: nel clavicembalo e nel clavicordo il tasto spezzato corrisponde a due corde distinte (nel clavicembalo ogni tasto agisce in realtà su due o tre corde, che devono tutte essere raddoppiate in corrispondenza dei tasti spezzati); similmente, nell'organo tutte le canne relative a un singolo tasto devono essere raddoppiate, il che rende la costruzione di strumenti con tasti spezzati assai più complessa e dispendiosa. Gli strumenti di questi tipo sono quindi poco frequenti e in essi i tasti spezzati si trovano generalmente solo in corrispondenza di Sol♯ e Mi♭, i due tasti le cui coppie enarmoniche ricorrevano con più frequenza.
In Italia, gli strumenti più celebri provvisti di tasti spezzati sono i due organi monumentali della basilica di San Petronio a Bologna, dei quali l'uno, costruito da Lorenzo da Prato, risale al 1475 ed è il più antico organo italiano pervenutoci (sebbene abbia subito rimaneggiamenti nei secoli, tanto che di originale resta solo parte del materiale fonico e la cassa in stile gotico), mentre l'altro (anche questo conservato parzialmente nello stato originale) fu costruito da Baldassarre Malamini nel 1596.